# Roland Levinsky
Roland Levinsky (Bloemfontein, África do Sul, 16 de outubro de 1943 - Wembury, Devon, Inglaterra, 1 de janeiro de 2007) foi um pesquisador académico em biomedicina e um alto administrador universitário. O seu último posto, o qual desempenhava na época da sua morte, era o de vice-reitor da Universidade de Plymouth no Reino Unido.
Levinsky nasceu na África do Sul, filho de pais judeus. O seu pai emigrou da zona da Lituânia/Polónia para a África do Sul para escapar de perseguições; muitos dos seus parentes morreram em campos de morte. O Professor Levinsky anotou que "o pai foi um comunista e nós tivemos a nossa cota de raids policiais".
A especialização inicial de Levinsky foi como pediatra, e tornou-se um líder na pesquisa em desordens relacionadas com a Imunodeficiência. Trabalhou durante vários anos no Great Ormond Street Hospital em Londres. Subsequentemente, a partir de 1990, ele serviu como académico e Director de Pesquisa no Institute of Child Health da University College, London, e a partir de 1999 até à sua nomeação para Plymouth, como vice-reitor porBiomedicina e líder da "Graduate School" do colégio. Ele teve creditadas mais de 250 publicações científicas publicadas.
Na sua nomeação para segundo vice-reitor da Universidade de Plymouth em setembro de 2002, Levinsky serviu ele próprio para elevar a universidade desde a sua posição de uma das principais universidades pós-1992 para rival de instituições mais antigas e instituições com pesquisa mais intensiva. Para fazer isso, mostrou-se disposto a tomar decisões impopulares, tais como a contratação de professores universitários (fora da áres da saúde) na própria Plymouth, com a conclusão dos campus em Exeter, Newton Abbot (a antiga Seale-Hayne Agricultural College), e Exmouth (a antiga Rolle College of Education, devendo mudar para Plymouth em 2008). Essas mudanças deram sem dúvida a Plymouth a estrutura das desde há muito estabelecidas universidades britânicas.
O Professor Levinsky morreu aos 63 anos num acidente enquanto enquanto caminhava com a sua esposa num clima tempestuoso, no Dia de Ano Novo de 2007. Ventos fortes fizeram cair cabos de alta tensão perto da sua casa em Wembury, e um dos cabos tocou-lhe provocando-lhe a morte por eletrocussão.